# Adineta ricciae
Adineta ricciae — вид коловерток родини Adinetidae.

## Відкриття
Ця коловертка була вперше описана в 2005 році від особини, знайденої в регідратованому сухому мулі, взятому з місцевості Ryan's Billabong у штаті Вікторія на півдні Австралії Гендріком Сегерсом і Расселом Дж. Шилом. Дослідники відклали цей зразок у тарілку, оскільки зосереджувалися на інших аспектах дослідження коловерток. Коли вони прийшли повторно досліджувати його через кілька тижнів, то з подивом виявили, що утворилася велика популяція. Виявилося, що ця коловертка була новою для науки, і, оскільки її було надзвичайно легко вирощувати в культурі, її почали використовували як модельний організм.

## Опис
Мікроскопічна тварина, завдовжки приблизно 0,2 мм. Має висувну голову з двома пігментованими очима, спрямованими вперед, ротовим отвором і вінцем з війок. Смуги війок використовуються для пересування з двома окремими групами, що обертаються в протилежних напрямках. Тіло трохи ширше за голову, має циліндричну форму і містить внутрішні органели. Він має м'язи, великий шлунок і короткий кишечник, клоаку, видільну систему, нервові ганглії, органи, чутливі до дотику, і пару яєчників. На задньому кінці знаходиться лапка з підніжними залозами, короткими трикутними шпорами і трьома пальцями. Туло укладено в гнучку, прозору кутикулу.

## Спосіб життя
Це прісноводний організм. Якщо водойма пересихає, то коловоротка може впадати у стан спокою криптобіоз, у якому вона може перебувати декілька років. Якщо середовище знову стане придатним, коловортка відновить діяльність через декілька годин. Серед представників Adineta ricciae відомі лише самиці, які розмножуються партогенезом (безстатеве розмноження без самців).